# Zekelita transcaspica
Zekelita transcaspica là một loài bướm đêm trong họ Erebidae.